# Władimir Bazykin
Władimir Iwanowicz Bazykin (ros. Владимир Иванович Базыкин, ur. 1908, zm. 1965 w Moskwie) – radziecki dyplomata.
Członek WKP(b), od 1940 pracował w Ludowym Komisariacie Spraw Zagranicznych ZSRR, w 1941 był II sekretarzem Ambasady ZSRR w USA, a 1945-1948 zastępcą kierownika Wydziału USA Ludowego Komisariatu/Ministerstwa Spraw Zagranicznych ZSRR. 1948-1951 radca Ambasady ZSRR w USA, 1952-1957 zastępca kierownika Wydziału Państw Amerykańskich MSZ ZSRR, od 28 lutego 1957 do 4 czerwca 1962 ambasador nadzwyczajny i pełnomocny ZSRR w Meksyku, następnie do śmierci kierował Wydziałem Państw Ameryki Łacińskiej MSZ ZSRR.